# キン肉マン ザ☆ドリームマッチ
『キン肉マン ザ☆ドリームマッチ』（キンにくマン ザ・ドリームマッチ）は、1992年9月12日に日本のユタカから発売されたゲームボーイ専用プロレスゲーム。
ゆでたまごの漫画『キン肉マン』（1979年 - 1987年）および日本テレビ系テレビアニメ第1期『キン肉マン』（1983年 - 1986年）および第2期『キン肉マン キン肉星王位争奪編』（1991年 - 1992年）を題材としている。同作に登場した6名の超人を使用して「ドリームチャンピオン」の座を目指す事を目的としている。
開発はユタカが行い、音楽はスーパーファミコン用ソフト『キン肉マン DIRTY CHALLENGER』（1992年）を手掛けた富樫則彦が担当している。

## ゲーム内容
『キン肉マン』に登場する超人たちがパンチ、キック、組み技を使って闘う。画面下の必殺技（SP）ゲージが溜まると必殺技が使用できる。相手の体力（HP）を0にし必殺技を成功させれば1ゲームクリアとなる。
ストーリーは原作における「キン肉星王位争奪編」終了後の世界となっている。テレビアニメ第2期の放映時期に発売されたゲームだが、パッケージや説明書にはテレビアニメ第1期のイラストが使われている。
1P MODE
好きな超人を1人選択し、コンピュータ相手に残りの5人と闘う総当たりによる勝ち抜き戦。全員に勝利すると選んだキャラクターがベルトを掲げるグラフィックを見ることができる。
2P VS MODE
通信ケーブルを用いた通信対戦。ステージや何本勝負かを選択可能。

## ストーリー
キン肉星王位争奪サバイバル・マッチ（説明書には王座決定戦と表記）が終了してから数年後、キン肉マン、テリーマン、ラーメンマンなど、正義超人たちはそれぞれ自分の本拠地に戻り、黙々とトレーニングを続ける日々を過ごしていた。そんな中で、ある日ひとりの超人がドリームチャンピオンとなるために仲間に戦いを挑んだ。敵同士ではない俺達がなぜ闘うのか。それはそこにチャンピオンベルトがあるからだ。そして、本当に強いのは一体誰なのか。そう考えると、ますますレスラーとしての血が騒ぐのだ。ドリームマッチのゴングが、今まさに鳴ろうとしている。5人の超人を全て倒したものだけが、チャンピオンベルトを手にできるのだ。

## 登場キャラクター
キン肉マン
必殺技 キン肉ドライバー
対戦ステージ 日本
テリーマン
必殺技 カーフ・ブランディング
対戦ステージ アメリカ
ロビンマスク
必殺技 ロビン・スペシャル
対戦ステージ イギリス
ラーメンマン
必殺技 九龍城落地
対戦ステージ 中国
ブロッケンJr.
必殺技 ベルリンの赤い雨
対戦ステージ ドイツ
ウォーズマン
必殺技 パロ・スペシャル
対戦ステージ ロシア

## 評価
ゲーム誌『ファミコン通信』の「クロスレビュー」では、4・4・5・4の合計17点（満40点）、『ファミリーコンピュータMagazine』の読者投票による「ゲーム通信簿」での評価は以下の通りとなっており、18.2点（満30点）となっている。
| 項目 | キャラクタ | 音楽 | お買得度 | 操作性 | 熱中度 | オリジナリティ | 総合 |
| 得点 | 3.1        | 2.9  | 3.0      | 2.8    | 3.3    | 3.0            | 18.2 |